# Nicella obesa
Nicella obesa is een zachte koraalsoort uit de familie Ellisellidae. De koraalsoort komt uit het geslacht Nicella. De wetenschappelijke naam van de soort werd in 1936 gepubliceerd door Elisabeth Deichmann.